# Euploea caespes
Euploea caespes је инсект из реда лептира (Lepidoptera) и породице шаренаца (Nymphalidae).

## Распрострањење
Ареал врсте је ограничен на једну државу. Индонезија је једино познато природно станиште врсте.

## Угроженост
Ова врста се сматра угроженом.